# El Porvenir (Atlántida)

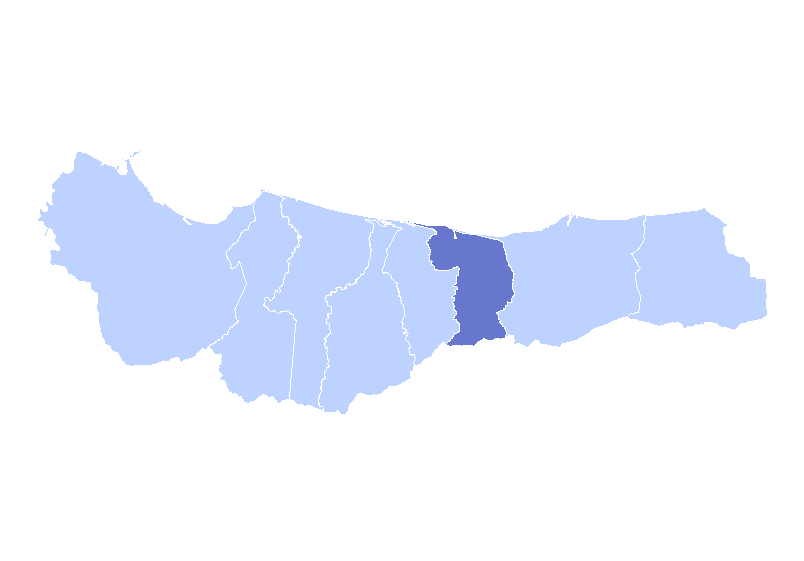
El Porvenir marcada no mapa

El Porvenir é uma cidade hondurenha do departamento de Atlántida. Em 2018, sua população era de 24 881 habitantes.